# Министерство национальной обороны Португалии
Министерство национальной обороны Португалии (порт. Ministério da Defesa Nacional) — государственный орган исполнительной власти, отвечающий за разработку и осуществление политики в области национальной обороны и вооруженных сил, а также обеспечение и надзор за управлением вооруженными силами и входящими в них службами и организациями.
С 30 марта 2022 г. Министерство национальной обороны Португалии возглавляет Елена Каррейраш.

## Национальная оборона
Концепции национальной обороны, военной обороны и национальной безопасности, несмотря на то, что это разные вещи, часто путают. Национальная оборона — это набор стратегий и действий для достижения или обеспечения национальной безопасности государства. Национальная оборона включает в себя два компонента:
- Военная оборона — которая предназначена в основном для защиты от вооруженной агрессии из-за рубежа;
- Гражданская оборона — что это более широкое понятие, которое включает все, от безопасности родины и защиты граждан, также как и экономическое и культурное развитие.

Так, национальная оборона, по сути, является комплексной стратегией, которая ставит задачи португальскому правительству по обеспечению национальной безопасности. Национальная безопасность, в свою очередь, состоит из следующих задач: сплоченности государства, суверенитета и национальной независимости, благополучия и процветания нации, единства государства и развития своих общих обязанностей, свободы политической деятельности государственных органов и бесперебойного функционирования демократических институтов в конституционных рамках.
Национальная оборона представляет собой широкое понятие, которое требует приверженности и консенсуса граждан, общества и государства в целях поддержания и укрепления безопасности и создания условий для предупреждения и предотвращения любых внешних угроз, которые прямо или косвенно, выступают против достижения национальных целей. Она имеет, следовательно, задачу по воплощению глобальной интеграции военных и невоенных компонентов.

## Организационная структура
- Министр национальной обороны
  - Государственный секретарь по обороне и морским делам
    - Зависимые организации:
      - Канцелярия министра;
      - Управление государственного секретаря;
      - Генеральный секретариат;
      - Генеральный директорат по вопросам политики национальной обороны;
      - Генеральный директорат по кадрам и вербовки в вооруженные силы;
      - Генеральный директорат по инфраструктуре;
      - Генеральный директорат по вопросам вооружений и оборонного оборудования;
      - Генеральный инспектор национальной обороны;

    - Национальная оборона;
      - Институт социального обеспечения Вооруженных Сил;
      - Военная судебная полиция

    - Вооруженные силы:
      - Генеральный штаб Вооруженных Сил
      - ВМФ;
      - Армия;
      - Военно-воздушные силы.

    - Косвенно-зависимые предприятия
      - Португальский Красный Крест;
      - Лига Комбатанты
      - Национальная гвардия (совместно с Министерством внутренних дел)